# Omnium Gatherum
Omnium Gatherum är ett finländskt melodisk/progressiv death metal-band från Karhula som grundades 1996. Bandets första studioalbum, Spirits and August Light, gavs ut av Rage of Achilles 2003 och senaste albumet Beyond släpptes  i februari 2013 på Lifeforce Records. 

## Bandmedlemmar
Nuvarande medlemmar
- Markus Vanhala − gitarr (1996− )
- Aapo Koivisto – keyboards (2005– )
- Jukka Pelkonen − sång (2006− )
- Mikko Kivistö – basgitarr (2020– )
- Atte Pesonen  − trummor (2021− )

Tidigare medlemmar
- Olli Mikkonem – basgitarr (1996–1997)
- Ville Salonen – trummor (1996–1999)
- Olli Lappalainen – gitarr (1996–1997), sång (1996–2000)
- Mikko Nykänen – keyboard (1996–1999)
- Jari Kuusisto – basgitarr (1997–1998)
- Harri Pikka – gitarr (1997–2010)
- Janne Markkanen – basgitarr (1998–2007)
- Antti Filppu – sång (2000–2006)
- Mikko Pennanen – keyboard (2001–2002)
- Jukka Perälä – keyboard (2003–2005)
- Eerik Purdon – basgitarr (2007–2008)
- Toni Mäki – basgitarr (2009-2012)
- Jarmo Pikka  − trummor (1999−2016)
- Joonas "Jope" Koto − gitarr (2009–2020)
- Erkki Silvennoinen – basgitarr (2012–2019)
- Tuomo Latvala – trummor (2016–2021)
- Pyry Hanski – bas (2019–2020)

Turnerande medlemmar
- Tuomo Latvala – trummor (2015– )
- Joonas Koto – gitarr (2010–2011)
- Toni Paananen – trummor (2014)

## Diskografi
Demo
- Forbidden Decay (1997)
- Omnium Gatherum (1998)
- Gardens, Temples... This Hell (1999)
- Wastrel (2001)

Studioalbum
- Spirits and August Light (2003)
- Years in Waste (2004)
- Stuck Here on Snakes Way (2007)
- The Redshift (2008)
- New World Shadows (2011)
- Beyond (2013)
- Grey Heavens (2016)
- The Burning Cold (2018)
- Origin (2021)

EP
- Steal the Light (2002)

Singlar
- "The Unknowing" (2013)

Annat
- "Out to the Sea / Skyline" (delad 7" vinyl: Insomnium / Omnium Gatherum)